# Фотографические эффекты
Фотографические эффекты — совокупное название всех явлений, приводящих к нарушению или существенному изменению однозначной зависимости между величиной экспозиции, сообщённой светочувствительному материалу или его участку, и величиной плотности, полученной после завершения полного процесса его обработки (проявления и фиксирования).

## Список эффектов
- Невзаимозаместимости явление, Эффект Шварцшильда.
- Эффект Гершеля — разрушение скрытого изображения в экспонированном светочувствительном материале под действием неактиничного излучения.
- Пограничные эффекты проявления — искажения, получаемые в результате диффузии веществ вдоль эмульсионного слоя.
- Регрессия скрытого изображения — самопроизвольное частичное или полное разрушение скрытого изображения, происходящее при длительном хранении экспонированного непроявленного фотоматериала.
- Эффект Сабатье или псевдосоляризация — полное или частичное обращение изображения при равномерной засветке проявленного, однако не отфиксированного фотоматериала. После чего совершается дополнительное проявление.
- Соляризация — обращение изображения в результате передержки.
- Температурные эффекты — зависимость характеристик полученного изображения от температуры фотослоя в момент экспозиции
- Эффекты двойных экспозиций — гиперсенсибилизация и латенсификация
- Эффект прерывистого освещения — зависимость характеристик полученного изображения от непрерывности экспозиционного процесса.